# Torit
A torit (névváltozata: tórit, orangit) tórium tartalmú nezoszilikát, a gránátcsoport tagja. Tetragonális kristályrendszerben piramisos vagy dipiramisos végződésű oszlopok, sugaras vagy szálas halmazokban kristályosodik. Előfordul amorf (alaktalan) tömegekben is. Kristályai nagy hasonlóságot mutatnak a cirkon kristályokkal, attól a radioaktivitás különbözteti meg.

## Kémiai és fizikai tulajdonságai
- Képlete: ThSiO4.
- Szimmetriája: a tetragonális kristályrendszerben, jellemző a négyzetes szimmetria..
- Sűrűsége: 4,5-6,7 g/cm³.
- Keménysége: 4,5-5,0 (a Mohs-féle keménységi skála szerint).
- Hasadása: jól hasítható.
- Törése: egyenetlen, kagylósan törik.
- Színe: a narancssárgától a feketéig változó.
- Fénye: üveg vagy gyémántfényű.
- Átlátszósága: áttetsző vagy átlátszatlan.
- Pora:  sárgásbarna.
- Különleges tulajdonsága: erős radioaktivitást mutat.
- Elméleti tartalma:
- Tórium (Th): 71,6%
- Szilicium (Si): 8,7%
- Oxigén (O): 19,4%

## Elnevezése és keletkezése
Morten Thrane Esmark norvég lelkész és mineralógus fedezte fel és a német Berzelius nevezte el tóriumtartalma alapján. Magmás kőzetek járulékos elegyrésze gránitokban és más mélységi magmás kőzetekben, pegmatitokban (nagyszemcsézettségű kristályos kőzetekben) gyakori. Megtalálható üledékes torlatokban is.
Hasonló ásványok: az cirkon és a xenotim.

## Előfordulásai
Norvégiában Brevik és Svédország területén. Nagyobb mennyiség található Srí Lanka szigetén. A legnagyobb előfordulás Kanadában Ontario tartományban található.
Kísérő ásványok: cirkon, szfén, monacit és különböző földpátok.

## Előfordulásai Magyarországon
Az Erdősmecske közelében lévő gránit magas járulékos ásványtartalma között elváltozott biotitokben található torit. Sopron és az országhatár között aSzarvas-hegy, Ferenc-forrás és a Füzesárok környékén idős kristályos palákban fordul elő. Ugyanezen a területen a szálbanálló kvarcit és kvarcitgörgeteg is tartalmaz toritot, ahol narancsvörös bevonatot képez florencit és monacit kristályok felületén.